# Alfredo Letanú
Alfredo Raúl Letanú (né le 12 août 1952 à Campana (Argentine) et mort le 5 février 2025) est un footballeur argentin, qui joue au poste d'attaquant.

## Biographie
Il inscrit 10 buts avec le club de Boca Juniors, 38 buts avec l'Estudiantes de La Plata, et 14 buts avec l'équipe du Gimnasia y Esgrima de Mendoza.
Il dispute six matchs en Copa Libertadores avec le club chilien de l'Unión Española, inscrivant un but.
Il joue 15 matchs en deuxième division espagnole avec le club de Cartagena, inscrivant quatre buts.

## Palmarès
Estudiantes
- Championnat d'Argentine :
  - Meilleur buteur : 1977 (Nacional) (13 buts).